# Bridgestone Potenza 500 2002
Bridgestone Potenza 500 2002 var den tredje deltävlingen i CART World Series 2002. Racet kördes den 27 april på Twin Ring Motegi i Japan. Bruno Junqueira tog sin första ovalseger, och sin första vinst för säsongen 2002. Alex Tagliani slutade tvåa, och följdes i mål av Dario Franchitti på tredje plats. Med det resultatet gick Franchitti upp i mästerskapsledning, två poäng före Junqueira.

## Slutresultat
| Plats | Förare               | Team                | Grid | Kvaltid |
| ----- | -------------------- | ------------------- | ---- | ------- |
| 1     | Bruno Junqueira      | Chip Ganassi Racing | 1    | 25,907  |
| 2     | Alex Tagliani        | Forsythe Racing     | 12   | 26,412  |
| 3     | Dario Franchitti     | Team KOOL Green     | 5    | 26,173  |
| 4     | Patrick Carpentier   | Forsythe Racing     | 6    | 26,206  |
| 5     | Michel Jourdain Jr.  | Team Rahal          | 13   | 26,430  |
| 6     | Oriol Servià         | PacWest Racing      | 20   | 26,951  |
| 7     | Adrián Fernández     | Fernández Racing    | 14   | 26,485  |
| 8     | Tora Takagi          | Walker Racing       | 11   | 26,398  |
| 9     | Scott Dixon          | PacWest Racing      | 15   | 26,502  |
| 10    | Shinji Nakano        | Fernández Racing    | 18   | 26,791  |
| 11    | Mario Domínguez      | Herdez Competition  | 19   | 26,847  |
| 12    | Christian Fittipaldi | Newman/Haas Racing  | 16   | 26,594  |
| 13    | Cristiano da Matta   | Newman/Haas Racing  | 8    | 26,300  |
| 14    | Townsend Bell        | Patrick Racing      | 10   | 26,376  |
| 15    | Tony Kanaan          | Mo Nunn Racing      | 2    | 26,051  |
| 16    | Michael Andretti     | Team Motorola       | 7    | 26,292  |
| 17    | Kenny Bräck          | Chip Ganassi Racing | 4    | 26,133  |
| 18    | Max Papis            | Sigma Autosport     | 17   | 26,655  |
| 19    | Paul Tracy           | Team KOOL Green     | 3    | 26,059  |
| 20    | Jimmy Vasser         | Team Rahal          | 9    | 26,337  |